# Ocnogyna mauritanicum
Ocnogyna mauritanicum är en fjärilsart som beskrevs av H. Lucas 1849. Ocnogyna mauritanicum ingår i släktet Ocnogyna och familjen björnspinnare. Inga underarter finns listade i Catalogue of Life.